# Louis Cyprien Poujade
Louis Cyprien Poujade, né le 1er juillet 1823 à Canet-de-Salars et mort le 14 octobre 1898 à Carpentras, est un homme politique français.

## Biographie
Originaire de l'Aveyron, il suit ses études supérieures à Paris, en médecine, ou il obtient son doctorat en 1855. Mais c'est à Carpentras qu'il décide d'installer son cabinet médical. Opposant à l'Empire, c'est à l’avènement de la Troisième République, qu'il est nommé préfet de Vaucluse, le 6 septembre 1870.
Lors de la crise du 16 mai 1877, il est l'un des signataires du manifeste des 363.

### Sources
- « Louis Cyprien Poujade », dans Adolphe Robert et Gaston Cougny, Dictionnaire des parlementaires français, Edgar Bourloton, 1889-1891 [détail de l’édition]